# 中国国有企业结构调整基金
中国国有企业结构调整基金股份有限公司，简称国企结构调整基金，于2016年9月26日正式成立，注册资本金为人民币1310亿元，基金总规模达3500亿元。
中国国企结构调整基金的股东为中国诚通控股集团、中国邮政储蓄银行、招商局集团、中国兵器工业集团、中国石油化工集团、神华集团、中国移动通信、中国交通建设集团、中国中车集团和北京金融街投资。